# Balogh Tibor (grafikus)
Balogh Tibor (Fehérgyarmat, 1975. május 22. –) magyarországi cigány grafikus- és festőművész.

## Életútja, munkássága
Állami gondozásban nevelkedett, tanárai hamar felismerték rajztehetségét. Tiszadobon, a gyermekvárosban tanulta ki a hegesztő szakmát és tanult festeni is, társaival, Vári Zsolttal, Káli-Horváth Kálmánnal önképzőkört alakítottak, amelyben rajzoltak, festettek, gitároztak. Az érettségi vizsgát is letette, s jelentkezett a Magyar Képzőművészeti Egyetem képgrafika tagozatára. Tehetségének kibontakoztatásában szerepet játszott Rózsavölgyiné Tomonyák Gitta rajztanárnő és a mester, König Róbert grafikusművész. Képzőművészeti diplomájának megszerzése után figyelme a bibliai témák felé fordult, mintegy újra fogalmazta a bibliai témákat, például Szalay Lajos művét, Jákob harca az angyallal címűt. Sajátos témaválasztása: A cigányasszony tánca az angyallal című kép, amely feloldást és egyensúlyra való törekvést jelez. A művész Budapesten él és alkot, 2003-tól a Fővárosi Önkormányzat Cigány Házának (Romano Kher) kiadványszerkesztője és az intézmény képeinek kezelője (az intézmény nevét később Fővárosi Roma Oktatási és Kulturális Központra változtatták). Később szabadúszó egy ideig, majd a Magyarországi Roma Galéria megszervezését követően 2011 óta elnöke.
Ő volt az első olyan ismert cigány képzőművész, aki elvégezte a Magyar Képzőművészeti Egyetemet. Mestere, König Róbert biztatására nagy költők verseiből is merített témát, például ábrázolta József Attila: Nagyon fáj című költeményét, George Byron Csönd című költeményét.
Eleinte főleg csoportos kiállításokon méretteti meg alkotásait (Tiszadobon az Andrássy-kastélyban, a Balázs János − és a Barcsay Galériában, a Fészek Művészklubban, a Műcsarnokban (itt 2004-ben Az elhallgatott holokauszt c. kiállításon jelentkezett alkotással) és a Művészetek Völgye fesztiválon. Határainkon túl is megméretteti munkáit, 2004-ben a berlini Collegium Hungaricumban a Kortárs magyar roma művészet című kiállítás keretében szerepelt munkáival, 2007-ben meghívták a Velencei biennáléra. A Zwack-család vásárolta meg magángyűjteménye számára Cigányfiú konstrukcióval című alkotását. Lassan a csúcsokat döntögeti, 2013-ban megnyílt önálló kiállítása a Pintér Galériában csupa olajfestményekből, az ember, a vallás, a hit, s épített környezetünk áll a központban színesen, felszabadultan, mint egy látomás, az egész kiállítás egyetlen látomás, a kiállítás címe is jelzi az összefogottságot: Free -Presszionista Dobbantás.

## Képei a 2009-es Cigány festők című albumból

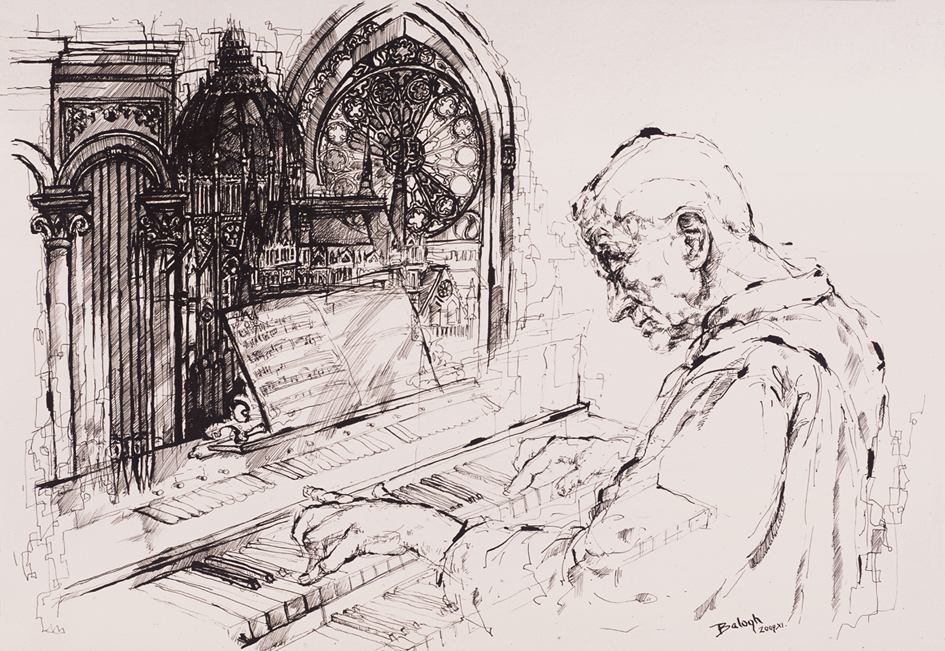
Himnusz (tus, papír 42x29 cm 2009)

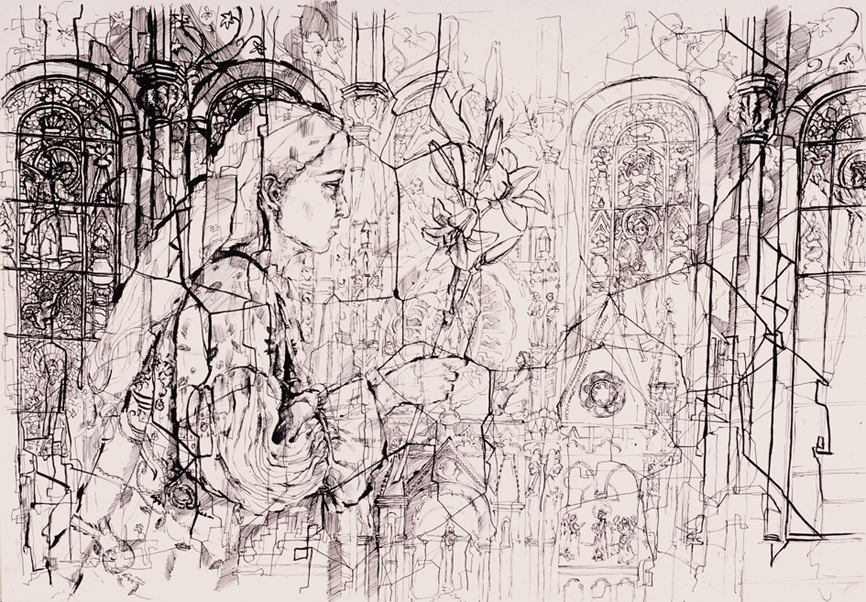
Angyali üdvözlet (tus, papír 42x29 cm, 2009)

### Ikon
- Cigányasszony tánca az angyallal (aquatinta, papír, 70x100 cm, 2003)
- Himnusz (tus, papír, 50x40 cm, 2009)
- Angyali üdvözlet (tus, papír, 50x40 cm, 2009)

### Szimbolikus alkotások
- Erőviszonyok I. (tus, papír, 50x35 cm, 2009)
- Erőviszonyok II. (tus, papír, 50x35 cm, 2009)
- Mozgásban (tus, papír, 42x29 cm, 2009)
- Tiszadob Budapestbe csomagolva (aquatinta, papír, 65x80 cm, 2003)
- A rendszert összességében látni (tus, papír, 50x40 cm, 2009)
- Hatalom (olaj, vászon, 80x80 cm, 2007)
- Nagyon fáj : József Attila verse alapján (olaj, vászon, 100x100 cm, 2006)

### Arcképek és csendélet
- Bari Janó - kalózok királya (tus, papír, 40x50 cm, 2009)
- Becó (olaj, kasírozott vászon, 40x50 cm, 2005)
- Csendélet Amaro Drom újsággal (olaj, vászon, 60x55 cm, 2008)[7]

## Kiállítások (válogatás)
- 2004 • Elhallgatott holocaust,[8] Műcsarnok, Budapest • Kortárs magyar roma művészet, Collegium Hungaricum, Berlin
- 2007 • Roma Pavilon, Velencei biennálé, Velence, Olaszország
- 2010 • Feloldások - Balogh Tibor képzőművész kiállítása, Sirály, Budapest
- 2012 • Feloldások III. Sesztina Galéria, Debrecen
- 2013 • Free presszionista dobbantás, Pintér Galéria, Budapest.

## Galéria

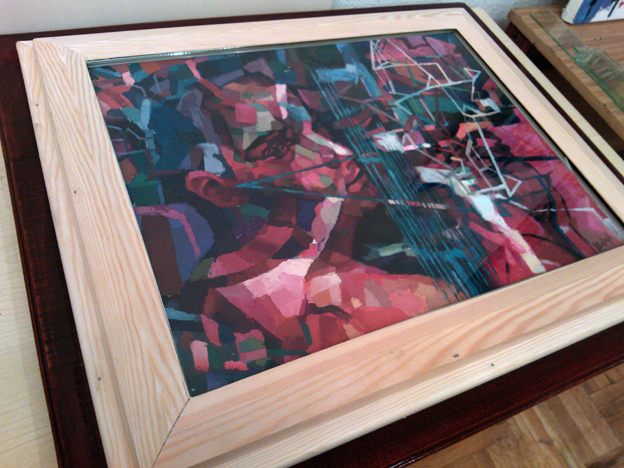
Önarckép konstrukcióval (olaj, vászon, 60x50 cm, 2013)
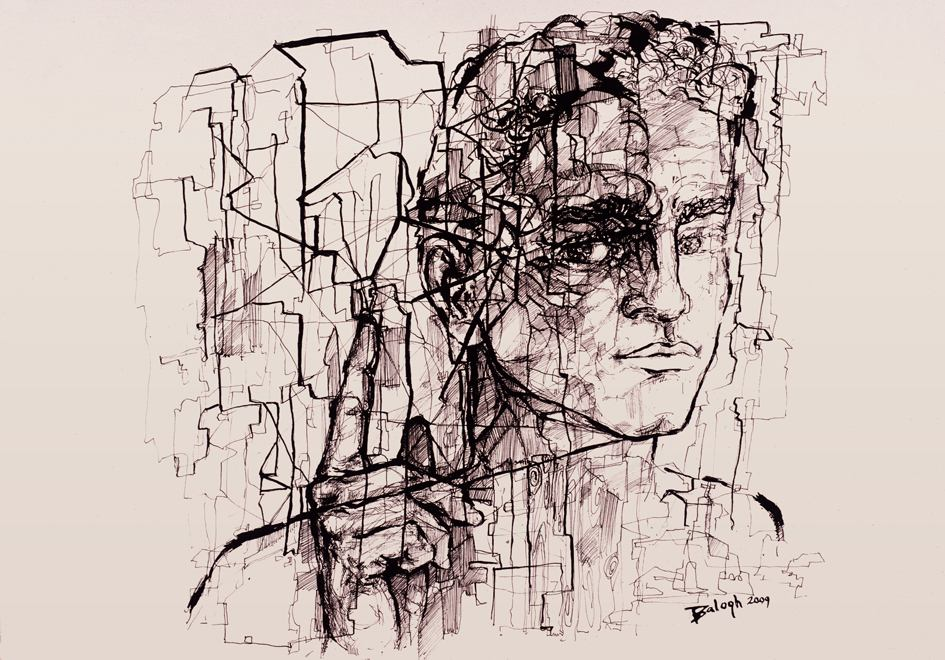
A rendszert összességében látni (tus, papír 42x29 cm, 2009)
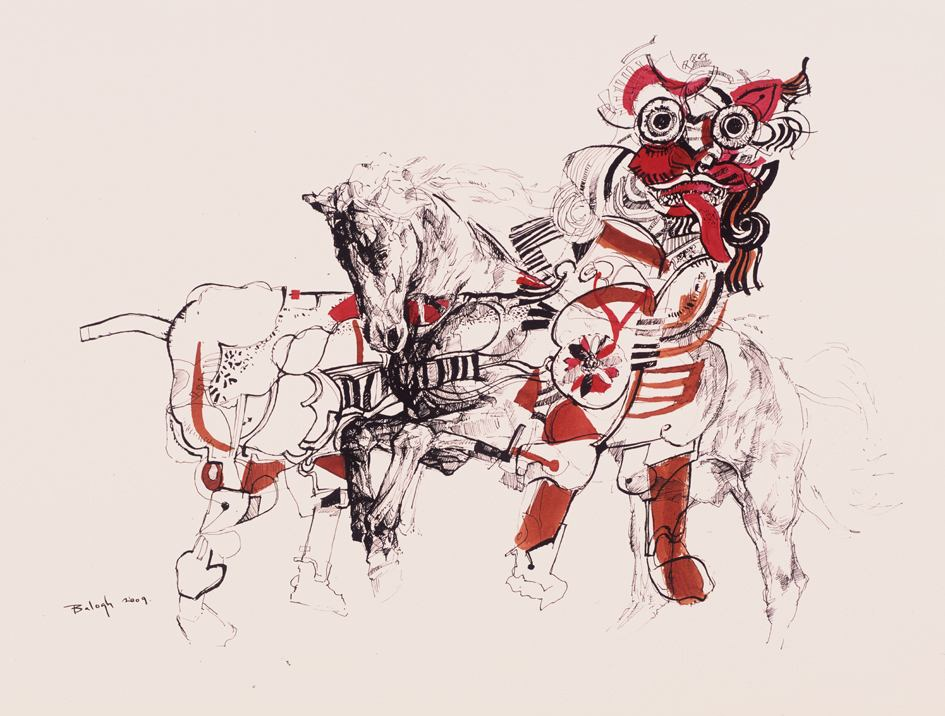
Átjárhatóság (tus, papír 42x29 cm, 2009)
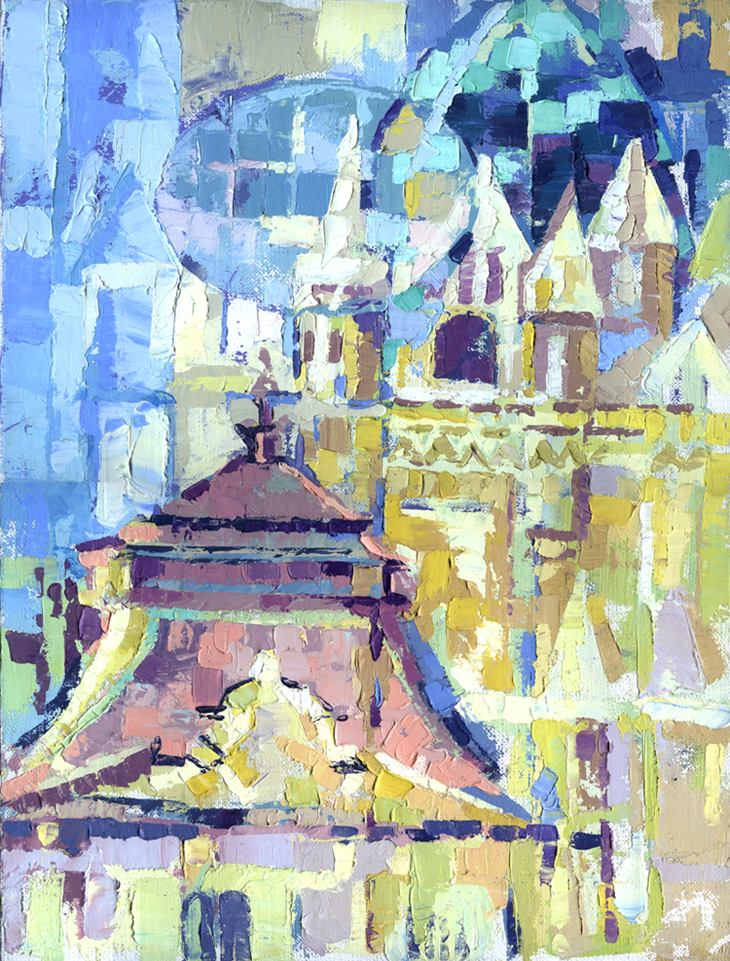
Budapest sorozat Szabadság tér II. (olaj, vászon 42x54 cm 2010)
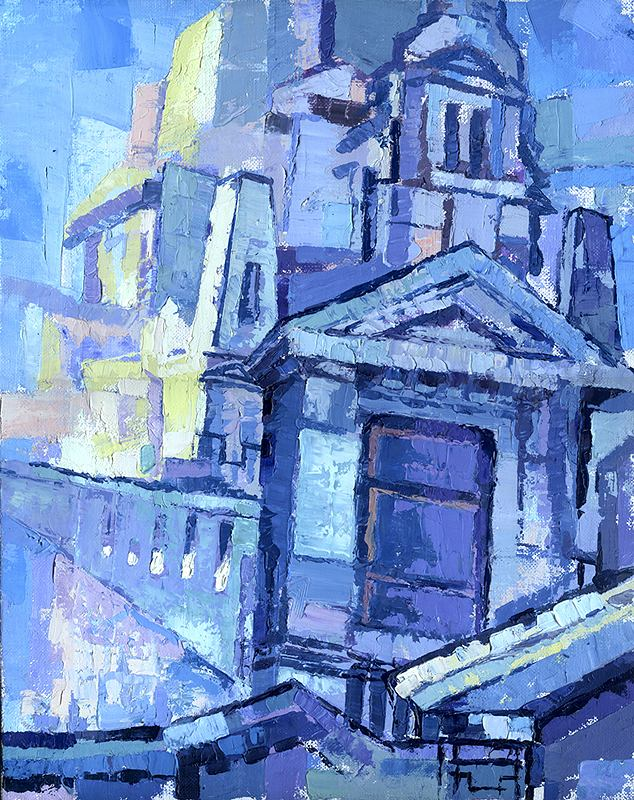
Budapest sorozat Szabadság tér (olaj, vászon, 40x52 cm, 2010)
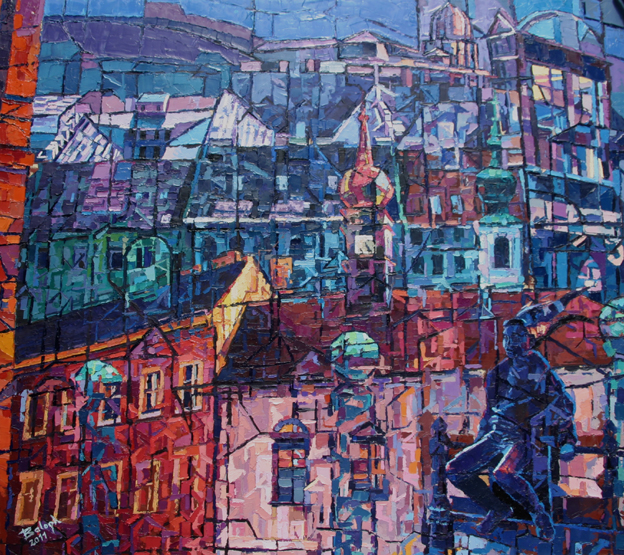
Budapest I. (olaj, vászon 140x120 cm 2010)
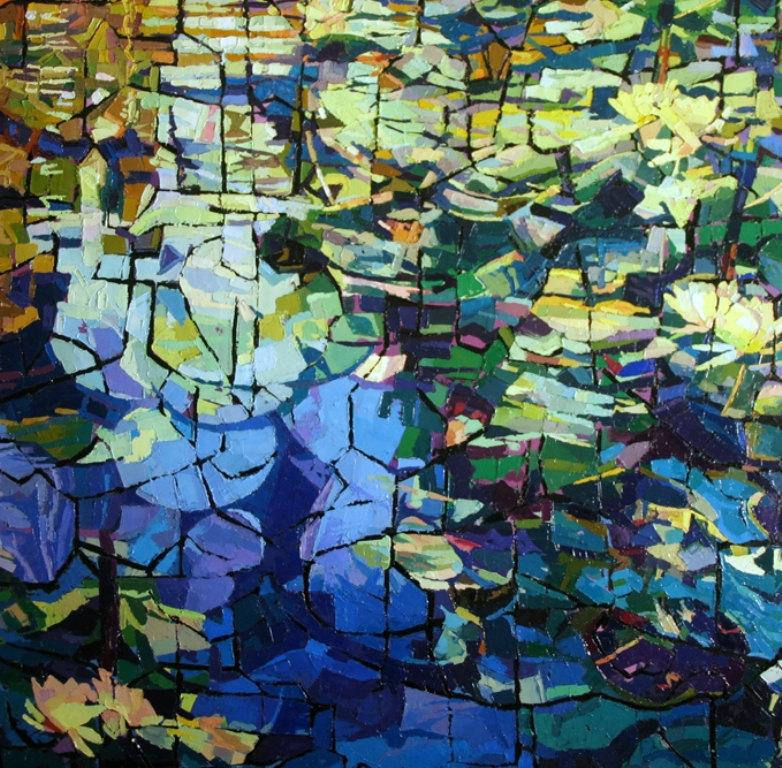
Budapest sorozat Tavirózsák (olaj, vászon, 100x100 cm, 2010)
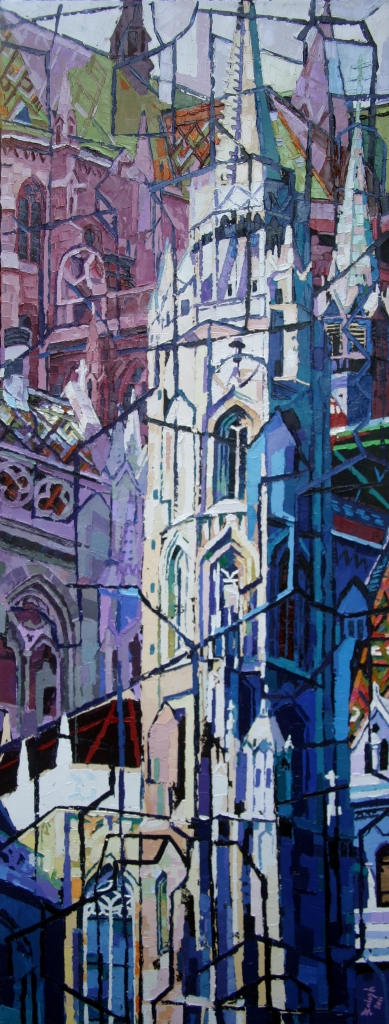
Budapest sorozat Mátyás templom (olaj, vászon, 140x45 cm, 2010)
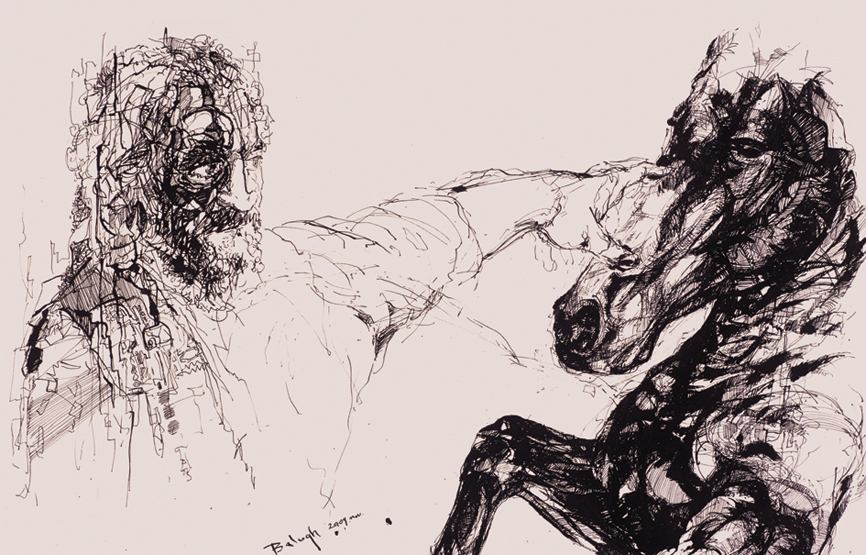
Erőviszonyok I. (tus, papír, 42x29 cm, 2009)
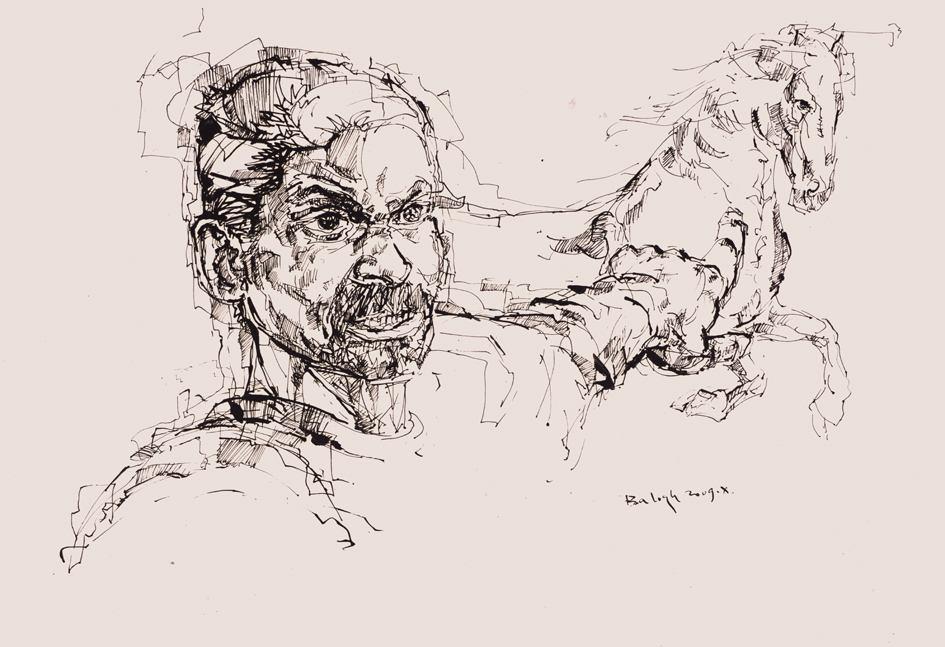
Erőviszonyok II. (tus, papír 42x29 cm 2009)
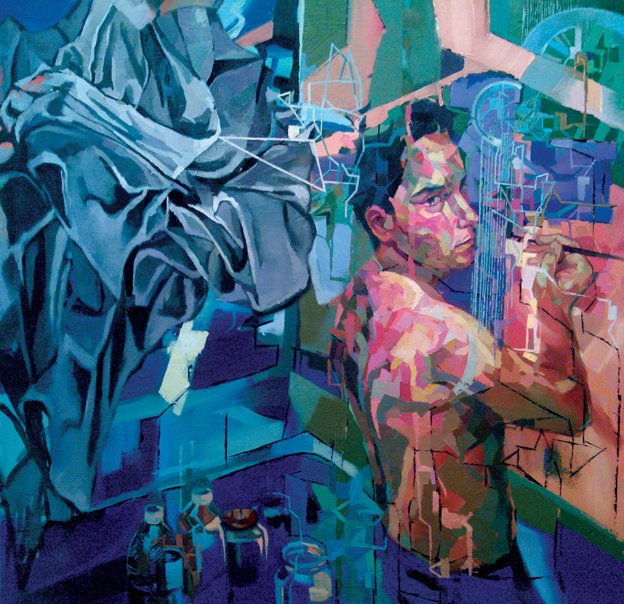
Erőviszonyok III. (olaj, vászon, 120x120 cm, 2013)
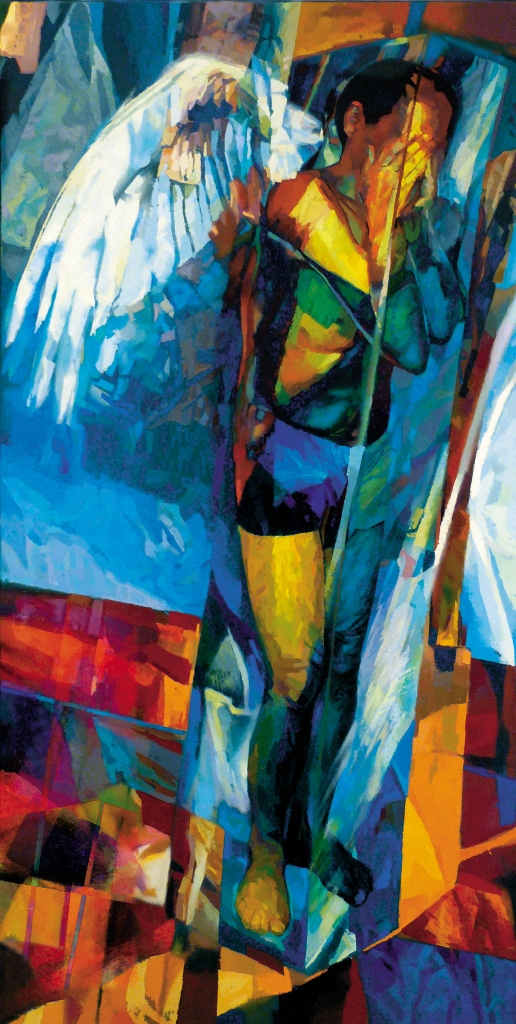
Jégbezárt angyal (olaj, vászon 170x80 cm, 2012)
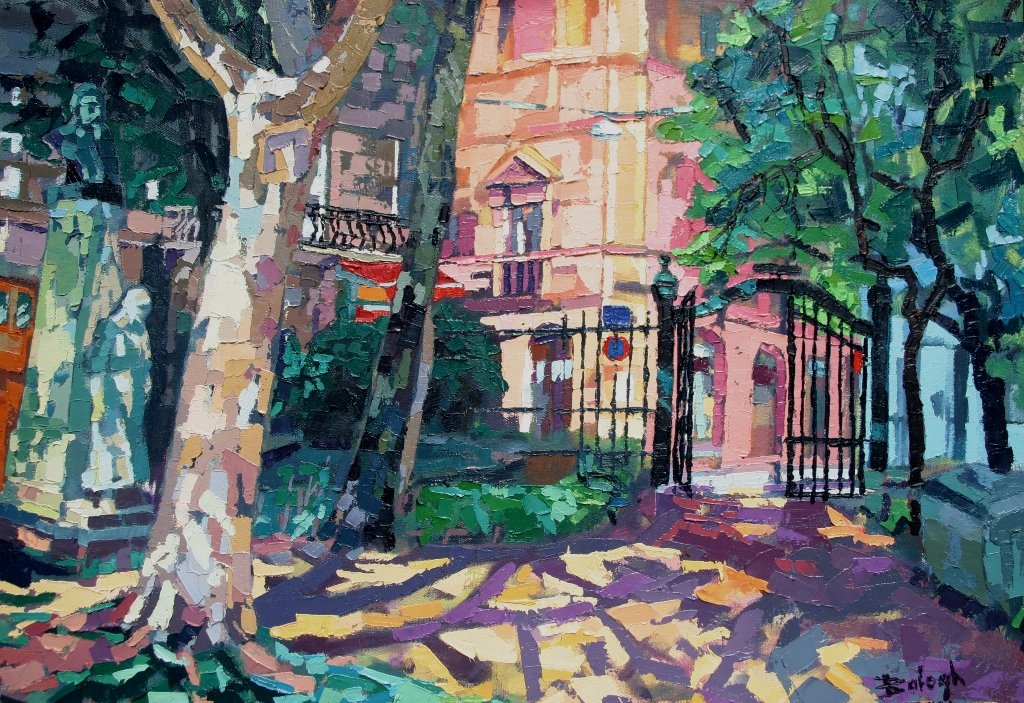
Károlyi kert (olaj, vászon 70x50cm 2010)
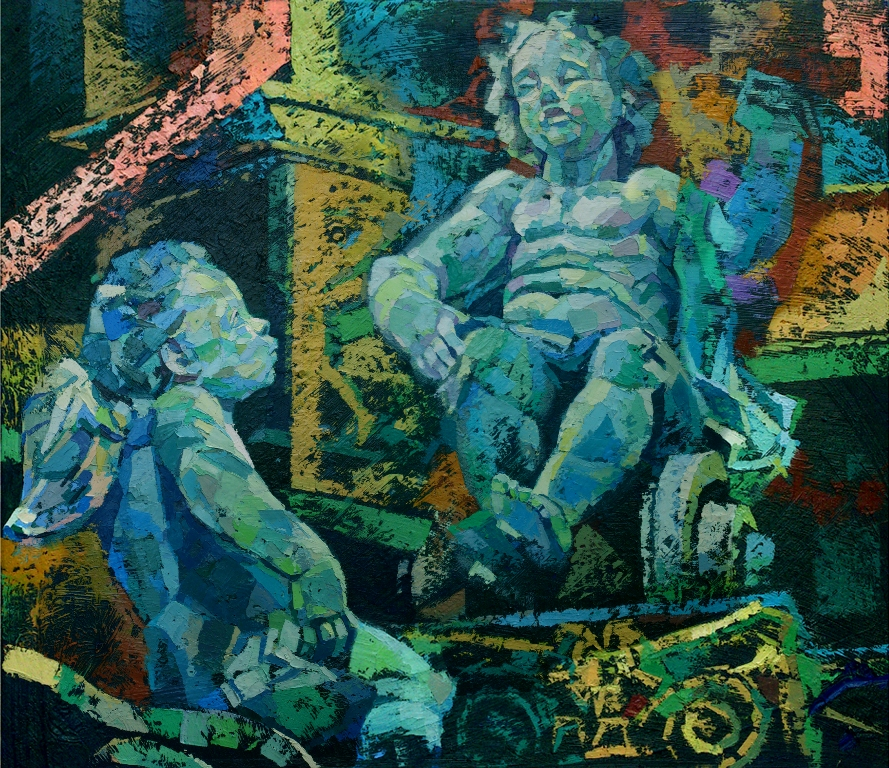
Puttók (olaj, vászon, 80x60cm, 2012)
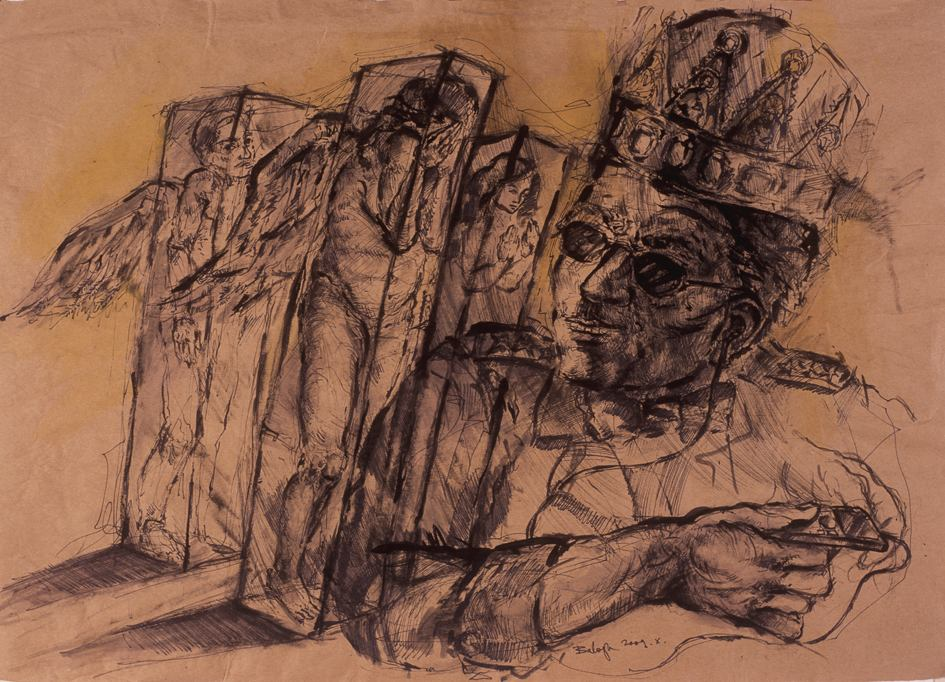
Rendszerbezárva (tus, papír 42x29cm 2009)
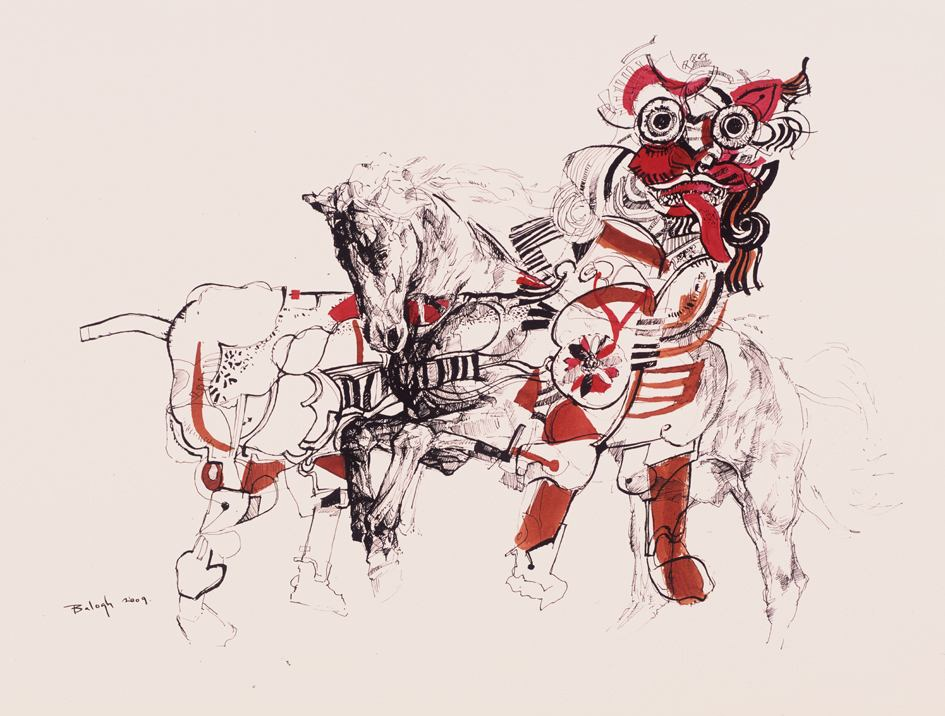
Átjárhatóság (tus, papír 42x29 cm 2009)
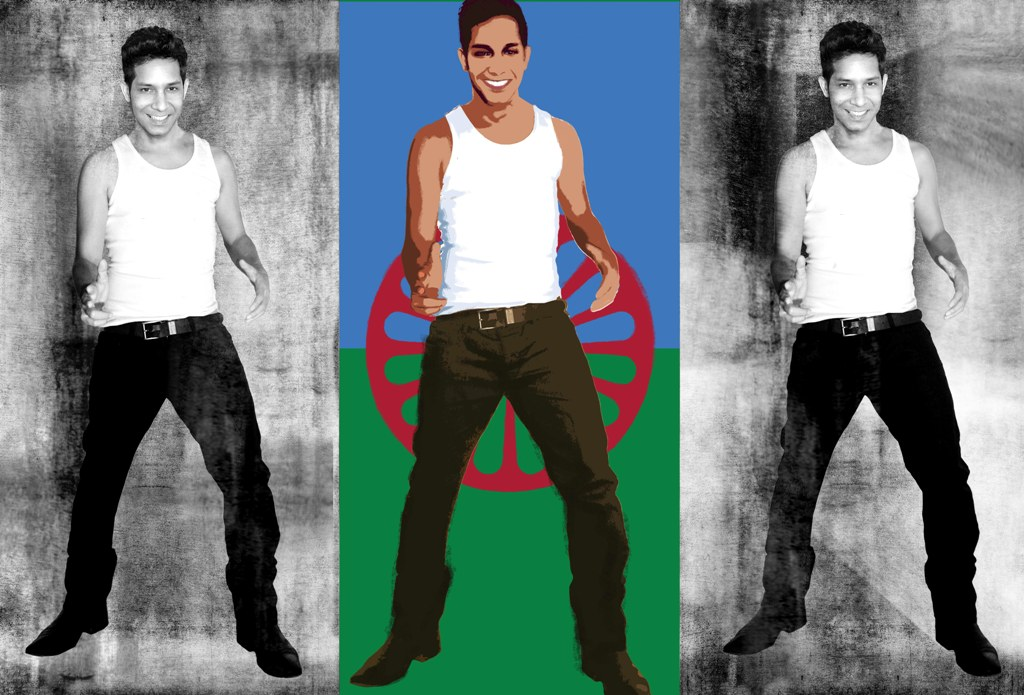
AROMA FESZTIVÁL : roma reflexiók : GIPSY ELVIS (plakát, 100x70 cm) GIPSY ELVIS
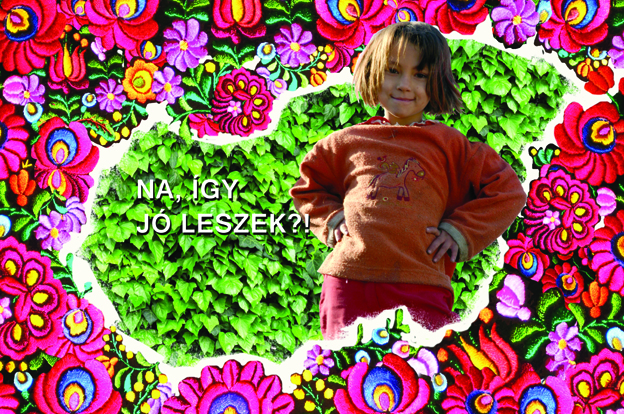
AROMA FESZTIVÁL : roma reflexiók : Na így jó leszek? (plakát, 100x70 cm, 2012)

## Kitüntetései
- Magyar Köztársasági Ezüst Érdemkereszt polgári tagozata[9] (2010)

### Videó
- Free-Presszionista Dobbantás - Balogh Tibor grafikus- és festőművész kiállítása a Pintér Galériában, 2013. YouTube
- Négy roma festő (Balogh Tibor, Káli-Horváth Kálmán, Kiss Sándor, Vári Zsolt) a Magyar utcában, 2012. YouTube